# Krankheit als Metapher
Krankheit als Metapher, engl. Illness as Metaphor, ist der deutsche Titel eines 1977 (in Deutschland und Österreich 1978) erschienenen Essays der US-amerikanischen Publizistin und Schriftstellerin Susan Sontag. Sie erlag im Jahre 2004 im Alter von 71 Jahren selbst einer Krebserkrankung.
In den 1970er-Jahren wurde in der amerikanischen Öffentlichkeit stark die Vorstellung diskutiert, dass die Krankheit Krebs als ein Bild für etwas anderes und damit als eine Metapher verstanden werden könne. Im Fall von Krebs sollte die Erkrankung die Unfähigkeit des Kranken widerspiegeln, Gefühle auszudrücken und auszuleben, und in letzter Konsequenz diese „Unfähigkeit“ sogar Ursache für die Krankheit sein. In dieser Sicht wäre Krebs letztlich selbst verschuldet.
Nach Sontag ist danach Aids an die Stelle von Krebs getreten. In ihrem Folgewerk AIDS and Its Metaphors (1989) setzte sie sich dafür ein, dass Krankheit nicht als Metapher verstanden wird.
Krankheit als Metapher wurde zuerst in drei Teilen im Januar und Februar 1977 in der New York Review of Books veröffentlicht; die Buchausgabe folgte erst später.

## Ausgaben
- Susan Sontag: Krankheit als Metapher. Fischer Taschenbuch (Nummer 3823), Frankfurt am Main 1981, ISBN 3-596-23823-4 (englisch: Illness as metaphor. Übersetzt von Karin Kersten, Caroline Neubaur, Lizenzausgabe des Hanser-Verlags, München, Wien 1978).
- Susan Sontag: Aids und seine Metaphern. Hanser, 1997, ISBN 978-3-446-15403-2.
- Susan Sontag: Krankheit als Metapher & Aids und seine Metaphern. Hanser, München 2003, ISBN 3-446-20425-3 (englisch: Illness as metaphor and AIDS and Its Metaphors (First Edition by: Picador, New York, NY 2001). Übersetzt von Karin Kersten, Caroline Neubaur).